# Audun Hugleiksson
Audun Hugleiksson (c. 1240–2 de diciembre de 1302) fue un influyente noble noruego a finales del siglo XIII. Mano derecha del rey Magnus VI y posteriormente de Erico II de Noruega. Históricamente se le considera un político importante en los círculos reales y jugó un papel central en la reforma del sistema jurídico noruego. Algunas fuentes lo citan como jarl de Islandia pero se considera improbable que realmente ejerciera poder sobre la isla u ostentaran el título como tal.

## Biografía
Audun Hugleiksson creció en la granja Hegranes en Ålhus en Jølster dentro de la demarcación de Firdafylke, (al este de Førde y al norte del Sognefjord). Su padre Hugleik parece haber sido un noble inferior y miembro del hird de Haakon IV de Noruega.  Su padre tenía el sobrenombre de Hestakorn porque alimentaba a sus caballos con grano, algo que la gente local veía como extravagante y un desperdicio de una buena fuente de alimento. El propio Hugleik probablemente no tuvo una posición destacada, pero estaba casado con una mujer de alta cuna del este de Noruega. La madre de Audun era probablemente la hija de Audun de Borg (ahora Sarpsborg). Audun pudo tener lazos familiares en común con Inga de Varteig (1185-1234), madre del rey Haakon IV de Noruega.
Audun Hugleiksson fue formado en la Escuela de la catedral de Bergen. Su educación continuó en París y Bolonia. A su regreso a Noruega, participó en las revisiones que dieron lugar a la reforma jurídica o ley nacional de Magnus Lagabøte ("Magnus Lagabøtes landslov"). A partir de 1280 se le asignaron roles cada vez más importantes en el gobierno de Noruega y su política exterior. Tenía su propio asiento en el consejo del rey como stallari, ministro de impuestos (fehirde) y ostentaba el título de barón.

Entre  1276 and 1286,  Audun Hugleiksson erigió una fortaleza que llamó Audunborg en Ålhus, Jølster (Sunnfjord).
Parece ser que a partir de 1295 Audun jugó un papel menos importante en el consejo real, pero conservó su posición como tesorero. En julio de 1299, murió el rey Magnusson quien fue sucedido por su hermano Haakon V de Noruega. En agosto de 1299, Audun Hugleiksson fue arrestado y encarcelado durante 3 años hasta que fue sentenciado a muerte. Todas sus propiedades fueron confiscadas por el rey. Fue ahorcado en Nordnes, Bergen  el 2 de diciembre de 1302.